# Ernest Cyril Gepp
Sir Ernest Cyril Gepp, britanski general, * 1879, † 1964.